# Otti Ljunggren
Ottiliana (Otti) Liana Ljunggren, född 20 juli 1878 i Höja församling, Ängelholm, död 8 september 1969 i Ängelholm, var en svensk målare. 
Hon var dotter till fanjunkaren Alexander Ljunggren och Mathilda Sjöbeck. Ljunggren studerade konst för Luplau Janssen i Köpenhamn 1903-1908 och på Académie Rançon i Paris 1909 samt i München och Wien. Hon medverkade i Industri och konstutställningen i Lund 1907 och med ett självporträtt deltog hon i Parissalongen 1909. Hon medverkade i konstutställningar med Skånska konstnärslaget, Skånes konstförening, Helsingborgs konstförening och Ängelholms konstförening. Hon blev medlem i Union Internationale des Beaux-Arts et des Lettres 1907. Hennes konst består av porträtt, självporträtt, små interiörer, blommor, genretavlor och landskapsmålningar. Ljunggren är representerad vid Malmö museum och Helsingborgs museum. En minnesutställning med hennes konst visades på Vikingsberg 1970.